# Jonathan Homer Lane
Jonathan Homer Lane (Geneseo, New York, 9 augustus 1819 – Washington D.C., 3 mei 1880) was een Amerikaans astrofysicus.

## Biografie
De ouders van Lane waren landbouwers en onderwezen Jonathan zelf. Pas in 1839 ging hij naar de Phillips Exeter Academy te Exeter, New Hampshire. In 1846 studeerde hij aan de Yale-universiteit af in de wiskunde. Hij werd er beïnvloed door Denison Olmsted.
Daarna werkte hij kort als leraar en dan voor de Coast Survey, later de National Oceanic and Atmospheric Administration. In 1848 ging hij bij het United States Patent and Trademark Office werken als hoofdbeoordelaar. Daar werd hij beïnvloed door Charles Grafton Page. In 1857 begon hij te Washington D.C. zijn eigen bureau als octrooigemachtigde.
In dezelfde tijd bouwde hij toestellen, waaronder een elektrische machine die de reële wortels van een polynoom kon berekenen en een optische telegraaf.
In 1860 trok Lane naar Pennsylvania, waar in Venango County nieuwe olievelden waren ontdekt.
In 1866 keerde hij terug en wijdde hij zich samen met zijn vriend Joseph Henry aan de  wetenschap. Hij verrichtte experimenten over het absoluut nulpunt. Vanaf 1869 werkte hij aan een kwikkolom voor het United States Department of the Treasury, dat later het National Institute of Standards and Technology werd. Hij hield zich toen ook bezig met de berekening van getijden en met de thermische uitzettingscoëfficiënt.
Tijdgenoten als Simon Newcomb beschreven hem als eigenaardig, zwijgzaam, langzaam, gewetensvol en zorgvuldig. Hij trouwde nooit. De maankrater Lane die zich uitstrekt van 9°30′Z 132°00′O tot 9.5°Z 132.0°O is naar hem genoemd.

## Lane-Emdenvergelijking

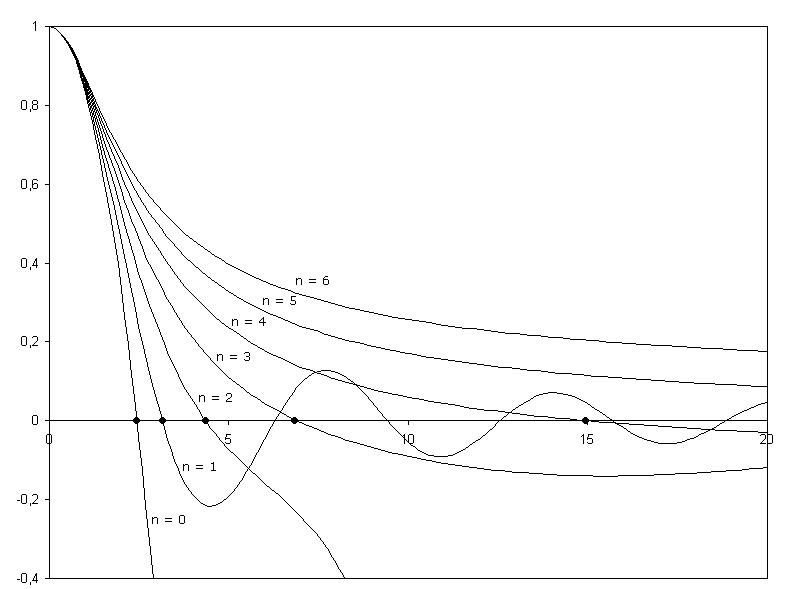
De oplossingen van de Lane-Emdenvergelijking geven de massadichtheid van een ster ten opzichte van de afstand tot haar centrum voor verschillende polytroopexponenten n.

In 1870 verscheen zijn artikel over de temperatuur in de kern van de zon. Dit leidde samen met het werk van Robert Emden tot de Lane-Emdenvergelijking. De oplossing daarvan geeft het verloop van druk en temperatuur in een ster. Daaruit volgt de straal van de ster, waarbij de thermodynamische druk in evenwicht is met de zwaartekracht.

## Publicaties
- On the law of electric conduction in metals  Am. Jour. Sci., 1846 (2), I, 230-241.
- Notice of a novel mode of discharging a Leyden battery, with an explanation of its theory Am. Jour. Sci., 1849 (2), VII, 418-419.
- On the law of the induction of an electrical current upon itself and of electrical discharges in straight wires Proc. Am. Assoc. Adv. Sci. Charleston, 1850, I I I , 359-361.
- On the law of the induction of an electric current upon itself when developed in a straight prismatic conductor, and of discharges of machine electricity through straight wires - Am. Jour. Sci., 1851 (2), XI, 17-35.
- A visual method of effecting a precise automatic comparison of time between distant stations Am. Jour. Sci., 1860 (2), XXIX, 43-49.
- On a mode of employing instantaneous photography as a means for the accurate determination of the path and velocity of a shooting star, with a view to the determination of its orbit Am. Jour. Sci., 1860 (2), XX,'42-45; Jour. Photogr. Soc, 1860, VI, 302-304.
- On the physical constitution of the sun Report Nat. Acad. Sci., Washington, April 15, 1869.
- Report to Mr. Hilgard of observations on the total solar eclipse as observed at Des Moines, Iowa, August 7, 1869 Coast Survey Rep., 1869, 42, 167-169.
- On observations of the eclipse of the sun made at Des Moines, Iowa, August 7, 1869 Verslag aan het hoofd van de United States Naval Observatory. Verschenen in Astr. & Met. Obs. U. S. Naval Observatory, 1867, Appendix II, 165-173.
- On the theoretical temperature of the sun, under the hypothesis of a gaseous mass maintaining its volume by its internal heat and depending on the laws of gases as known to terrestrial experiments.  Am. Jour. Sci., 1870 (2), L, 57-74.
- Description of a new form of mercurial horizon, in which the vibrations are speedily extinguished Proc. Am. Assoc. Adv. Sci., Troy, 1870, XIX, 59-61.
- Report to Professor Benjamin Peirce, superintendent, on observations of the total solar eclipse observed at Catania, Sicily, on December 21, 1870 Coast Survey Rep., 1870, 120-125.
- Description of a new form of mercurial horizon [invented for the use of the Office of Weights and Measures, in the report of which its uses will be mentioned, but the description of the apparatus is given in the report of the Coast Survey] Coast Survey Report, 1871, I I , 181-192.
- On the determination of the volume of a sphere Proc. Nat. Acad. Sci., New York, 30 oktober 1873.
- On the coefficient of expansion of the British standard yard, bar bronze No. 11, being a new discussion of the experiment of Sheepshanks and of Clarke Report C. en G. Survey, 1877, 148, 155-166.